# The World God Only Knows
The World God Only Knows (神のみぞ知るセカイ?, Kami nomi zo shiru sekai, lett. "Il mondo che solo Dio conosce"), spesso abbreviato in Kaminomi (神のみ?), è un manga scritto e disegnato da Tamiki Wakaki, pubblicato da Shogakukan sulla rivista Weekly Shōnen Sunday dal 9 aprile 2008 al 23 aprile 2014, dopo la storia-prototipo pubblicata sul numero 32 del 2007 con il titolo di Koishite!? Kami-sama!! (恋して!? 神様!!? lett. "Innamorato?! Dio!!"). Il manga è stato pubblicato in Italia dalla casa editrice Star Comics tra l'8 marzo 2012 e il 10 giugno 2015 con il titolo inglese.
Dal manga è stato tratto un anime di 12 episodi prodotto da Manglobe, trasmesso da vari network televisivi giapponesi dal 6 ottobre al 22 dicembre 2010. Una seconda stagione dal titolo Kami nomi zo Shiru Sekai II (神のみぞ知るセカイⅡ?), sempre composta da 12 episodi, è stata trasmessa dall'11 aprile al 27 giugno 2011. Uno special introduttivo di circa tre minuti è stato pubblicato come bonus insieme al decimo volume del manga, il quale è stato poi ripreso come prologo del primo episodio nella versione Blu-Ray della prima serie; sono inoltre stati pubblicati tre OAV rispettivamente con il quattordicesimo, diciannovesimo e ventesimo volume del manga. Una terza stagione e un nuovo OAV extra incentrato sul personaggio di Kanon Nakagawa sono stati annunciati sull'ultimo numero doppio di Weekly Shonen Sunday del 2012: la nuova stagione, intitolata Kami nomi zo shiru sekai -Megami hen- è andata in onda dall'8 luglio al 23 settembre 2013, mentre l'OAV, intitolato Kami nomi zo shiru sekai: Magical Star Kanon 100%, è stato pubblicato in allegato al ventiduesimo volume del manga il 18 giugno 2013.
Da The World God Only Knows sono state tratte anche due light novel.

## Trama
(Keima Katsuragi ogni volta che intuisce come portare a termine la sua conquista.)
Keima Katsuragi, semplice diciassettenne, è un grande appassionato e professionista di simulatori di appuntamenti. Su internet, egli è conosciuto con il soprannome di Dio della Conquista (落とし神?, Otoshi-gami), per la sua incredibile capacità di riuscire a conquistare qualsiasi ragazza 2D con successo. A scuola invece è soprannominato dispregiativamente otamegane (オタメガネ?), un neologismo derivato dalle parole otaku (オタク?) (in questo caso nel senso di fanatico dei videogiochi) e megane (メガネ?, "occhiali").
La sua vita tranquilla cambia quando riceve una e-mail che gli propone di conquistare delle ragazze: lui, pensando che sia una sfida ad un videogioco, accetta la proposta e questo fa comparire la demonietta Elsie, che lo informa che il contratto con lei è stato stipulato e gli spiega che il loro compito sarà di catturare delle anime fuggite dall'inferno. Queste anime si nascondono nei cuori delle ragazze, nutrendosi della loro tristezza finché non riusciranno a rinascere. Elsie gli dice anche che l'unico modo per liberarle è di conquistare il cuore delle suddette ragazze e riuscire a strappar loro un bacio. Keima, sulle prime riluttante, è costretto ad accettare a causa di una clausola del contratto che lo lega alla demonietta: nel caso non riuscisse ad adempiere la pena è la morte di entrambi. Così cominciano le avventure del "Dio della Conquista" nel mondo reale.
Dopo aver conquistato svariate ragazze (catturando così le anime dei demoni che si rifugiavano in loro), Keima ed Elsie si ritrovano coinvolti nella ricerca di sei divinità note come Sorelle Jupiter. Ognuna di esse si trova nascosta nell'animo di una delle ragazze che i due protagonisti hanno già aiutato e così Keima si trova a dover riaffrontare le sue vecchie conquiste. Devono però sbrigarsi poiché sulle loro tracce c'è anche la Vintage, una minacciosa associazione di demoni ribelli.

## Personaggi

### Principali
Keima Katsuragi (桂木 桂馬?, Katsuragi Keima)
Doppiato da: Hiro Shimono (ed. giapponese), Daniele Raffaeli (ed. italiana)
Keima è un ragazzo diciassettenne e protagonista della serie. È un grande appassionato e professionista di simulatori di appuntamenti. Su internet, egli è conosciuto con il soprannome di "Dio della Conquista" (落とし神?, Otoshi-gami), riferito alle migliaia di videogiochi di quel genere che è riuscito a completare con successo. A scuola invece è stato soprannominato "Otamegane" (オタメガネ?, otamegane, da otaku, nel senso di fanatico dei videogiochi, e megane, che significa "occhiali", perché li indossa sempre) ed è considerato nient'altro che un ragazzo intelligente e molto strano. Rispetto al mondo reale che considera pieno di imprecisioni, preferisce il mondo dei galge, dove le ragazze sono perfette e nessuno lo può criticare. Solamente con l'arrivo nella sua vita della demone Elsie e della relativa missione di catturare le kaketama comincerà a considerare maggiormente il mondo reale. Come lui stesso dice all'inizio del primo capitolo, è nato il 6 giugno alle ore 11:29:35, è alto 174 cm, pesa 53 kg e le materie scolastiche in cui lui ha più successo sono giapponese, matematica, scienze naturali, scienze sociali, inglese e arti sociali. Possiede inoltre una particolare abilità da lui chiamata Modalità dio della conquista, nella quale riesce a seguire e a giocare più videogiochi in contemporanea. Durante questo stato muove le braccia così rapidamente che agli occhi di chi lo vede sembra che possegga sei braccia. Inoltre, a detta dello stesso Keima, un'ora trascorsa in tale modalità accorcerebbe la vita di tre anni (o almeno così lui crede).
Elsea de Lute Irma (Elsie) (エリュシア・デ・ルート・イーマ?, Eryushia De Ruuto Īma)
Doppiata da: Kanae Itō (ed. giapponese), Deborah Morese (ed. italiana)
Elucia de Lute Ima, soprannominata Elsie, è un demone della nuova generazione proveniente dall'Inferno ed è la "partner" di Keima, suo buddy. Ha più di 300 anni, anche se dall'aspetto sembra che ne abbia intorno ai 17, è alta 159 cm e pesa 44 Kg. È un agente della S.S.R. (Spirit Squad Runaway), una squadra speciale che dà la caccia alle anime fuggite dall'Inferno, i kaketama, e attualmente si finge la sorellina del suo buddy Keima per poter vivere a casa sua e svolgere meglio il suo lavoro. È abbastanza maldestra in ciò che fa, tuttavia lei si impegna sempre in tutto per riuscire a raggiungere il livello di sua sorella maggiore, la quale, come dice lei stessa, è un ottimo demone della S.S.R. I suoi interessi sono la cucina (anche se non è in grado di preparare piatti terrestri mangiabili), pulire con la sua speciale scopa, la musica e le autopompe. Elsie ha lunghi capelli scuri che tiene spesso legati e, quando non è a scuola con Keima, solitamente indossa un kimono viola con la gonna corta e delle lunghe calze viola. Elsie ha una veste rosa, il manto di piume, che può utilizzare per cambiare il suo aspetto e quello degli altri in tutto. Come membro della Spirit Squad Runaway porta con sé un rilevatore di Kaketama dall'aspetto di un teschio facendolo apparire come un accessorio. Elsie ha un carattere molto vivace mostra rispetto e interesse per il suo partner chiamandolo "fratello divino" (神お兄様?, Kami-nii-sama) anche se a volte combina dei guai involontariamente e per questo Keima si arrabbia spesso con lei, ma nonostante tutto Keima comincia ad affezionarsi a lei, anche se non lo dimostra esplicitamente. Nell'impresa di catturare tutti i Kaketama fuggiti dagli inferi che si nascondono nel cuore delle ragazze Elsie aiuterà Keima durante le sue conquiste con le sue abilità e al manto di piume.
Hakua de Lot Herminium (ハクア・ド・ロット・ヘルミニウム?, Hakua do Lotto Heruminiumu)
Doppiata da: Saori Hayami (ed. giapponese), Domitilla D'Amico (ed. italiana)
Tenri Ayukawa (鮎川 天理?, Ayukawa Tenri)
Doppiata da: Mamiko Noto (ed. giapponese), Perla Liberatori (ed. italiana)

### Ragazze conquistate
Ayumi Takahara (高原 歩美?, Takahara Ayumi)
Doppiata da: Ayana Taketatsu (ed. giapponese), Letizia Ciampa (ed. italiana)
È la prima ragazza conquistata, compagna di classe di Keima, carina, allegra e iscritta al circolo di atletica leggera. È alta 158 cm e pesa 50 kg. È conosciuta con il soprannome di Missile umano per la sua velocità elevata (tanto che spesso non riesce a fermarsi e spesso finisce contro qualcuno o qualcosa). Una sua particolarità evidente è l'impegno che ci mette nella corsa e ciò è evidenziato dal fatto che prima di allenarsi o di ogni gara si leghi sempre i capelli rendendosi, a detta di Keima, un personaggio principale della scena. Ayumi fa la sua apparizione all'inizio della serie dove inizialmente mostra poco rispetto per Keima, chiedendogli un favore dopo averlo investito e preso in giro. Nonostante il suo carattere apparentemente allegro, lei nasconde un conflitto emotivo derivante principalmente dalla pressione e gelosia del gruppo di atletica delle classi del terzo anno e ciò causa l'ingresso dentro di lei di un kaketama. In seguito riceve la comunicazione che nella prossima gara che si sarebbe tenuta sarebbe stata proprio lei la rappresentante della sua scuola, l'Istituto Liceale Maijima. Ayumi, per paura di deludere il gruppo, finge di farsi male alla gamba durante gli allenamenti il giorno prima della gara. Keima, vedendo che i suoi capelli non erano legati, capisce che non è vero e convince Ayumi a non rinunciare portandogli un cesto di frutta e un nuovo paio di scarpe da corsa. Rimasta impressionata da tale gesto e dopo un primo contrasto, Ayumi ringrazia Keima con un romantico bacio. Il giorno seguente, dopo l'incoraggiamento, arriva al primo posto nella gara di atletica, vincendo la medaglia d'oro con netto vantaggio sugli altri corridori. In seguito alla conquista di Keima perde tutti i ricordi relativi al momento romantico passato con lui, tuttavia ora gli dimostra più rispetto: infatti quando Keima si congratula con lei per la vittoria, non solo lo ringrazia ma arrossisce chiedendosi come mai rivolge la parola al ragazzo mal considerato da tutti per il suo attaccamento ai videogiochi. Tra tutte le ragazze conquistate è l'unica che chiede a Keima di sposarla Keima accetta ma a patto di seguire le condizioni secondo i videogiochi.
In lei risiede la dea Mercurio, perciò le sue memorie e i sentimenti per Keima ritorneranno dopo.
Mio Aoyama (青山 美生?, Aoyama Mio)
Doppiata da: Aoi Yūki
È una ragazza bionda alta 149 cm e pesa 38 kg, figlia di una famiglia ricca con un carattere arrogante, che guarda dall'alto in basso gli altri individui definendoli "plebei". Anche se possiede un carattere forte, nasconde una tragica verità: come unica figlia del presidente della Aoyama Corporation ricevette un'istruzione privilegiata e che le ha insegnato a vivere la sua vita con orgoglio; tuttavia, dopo la morte prematura del padre e la relativa caduta della famiglia, Mio continua a vivere illudendosi di essere ancora ricca, sprecando sconsideratamente il poco denaro che possiede e agendo in pubblico come se fosse ancora benestante, portando degli enormi stivali. Inoltre lei non brucia l'incenso per il padre, gesto parte della tradizione della cultura giapponese segno di rispetto per i defunti. Quando lei sente dal suo maggiordomo Morita che deve smettere di agire come una ragazza ricca e che suo padre è morto, lei non ne vuole sapere niente e per questo lui la abbandona. Durante la conquista Keima riesce a farle capire che suo padre voleva davvero che fosse felice, indipendentemente dalle circostanze e i due si scambiano un tenero bacio. In seguito Mio si presenta a scuola con delle scarpe normali ma con un carattere ancora molto forte, ma ha finalmente imparato a gestire il denaro senza sprechi inutili. Dopo la conquista, perde la memoria della sua esperienza con Keima, ma ogni volta che lo incontra reagisce con imbarazzo.
Kanon Nakagawa (中川 かのん?, Nakagawa Kanon)
Doppiata da: Nao Toyama (ed. giapponese), Martina Felli (ed. italiana)
È una ragazza dai capelli rosa, alta 161 cm e pesa 45 kg. È una popolare cantante idol, con un carattere educato e molto allegro. Anche se apparentemente sembra una ragazza sempre allegra, nasconde un lato del tutto diverso. Infatti ha una bassa autostima di sé e il suo essere idol è l'unica cosa che può darle conforto dopo aver passato una triste esperienza al debutto. In precedenza lei era membro di un trio di idol sue amiche, ma con il passare del tempo si sono divise e la sua paura di essere ignorata da tutti diventando invisibile ai loro occhi prevale nella sua mente. Per questo motivo cerca sempre di farsi notare, anche per un autografo, ma quando incontra Keima lui non ha idea di chi sia e questo rende Kanon ancora più depressa. Cerca in tutti modi di far diventare Keima un suo fan ma senza riuscirci. Durante la conquista Keima aiuta quindi Kanon facendole capire che anche da sola può continuare la sua carriera, senza fare troppo affidamento sulle altre persone e con un bacio scaccia il kaketama che era dentro di lei. Durante il concerto che si tiene dopo la conquista, si esibisce mostrando tutta la luce dentro di lei e la sua energia. In lei risiede la dea Apollo, perciò le sue memorie e i sentimenti per Keima ritorneranno dopo.
Shiori Shiomiya (汐宮 栞?, Shiomiya Shiori)
Doppiata da: Kana Hanazawa
È una ragazza dai capelli neri, alta 157 cm e pesa 41 kg. È la bibliotecaria dell'Istituto Liceale Maijima, con un carattere molto timido e silenzioso. Non parla alla gente perché ha paura di parlare con loro, e quando ci prova fonde accidentalmente le parole lette in un libro. Durante la sua infanzia, lei non era in grado di parlare con altre persone, inoltre diventa molto turbata quando la gente manca di rispetto alla biblioteca come disturbare gli altri e prendere in giro i libro con insulti o scarabocchi. La sua grande passione per i libri è immensa, visti come un oggetto sacro di informazioni, arte e cultura; quando deve buttarli via per vendita o trasferimento lei si arrabbia. Un giorno mentre stava buttando via i libri cercando di prenderne un pesante cadde all'indietro per poi appoggiarsi su Keima. All'inizio il rapporto con Keima è negativo credendolo un delinquente, ma piano piano si rende con che lui è l'unico che riesce a capirla. Durante un avviso di smantellamento di oltre 3000 libri Shiori ha acquistato alcuni portafortuna in seguito ha bloccato le porte della biblioteca e scritto un avviso di protesta al nuovo sistema di abbattimento dei libri. Nella conquista Keima appoggia la ideologia di Shiori, lei confessa di avere molte insicurezze e che la sua voce non verrà mai ascoltata, allora Keima aiuta Shiori dandole il coraggio di cui ha bisogno con un bacio e scacciando il kaketama. Il giorno seguente avendo il coraggio di dire la sua, Shiori ha espresso le sue obiezioni alla decisione del comitato di buttare via una grande quantità di libri in favore di un formato audio-video. Dopo la conquista Shiori sembrava aver ricordato una parte dei ricordi con Keima e in lei risiede la dea Minerva, perciò le sue memorie e i sentimenti per Keima ritorneranno dopo.
Kusunoki Kasuga (春日 楠?, Kasuga Kusunoki)
Doppiata da: Ami Koshimizu
È una ragazza dai capelli castani lunghi e fluenti, ha 18 anni, è alta 175 cm e pesa 55 kg. È l'unico membro del club di arti marziali femminile dell'Istituto Liceale Maijima, ha un carattere molto forte è rispettata per la sua bellezza e la sua forza. Durante la sua infanzia ha cercato di essere all'altezza delle aspettative come il successore di un dojo di arti marziali, si trova una ragazza adolescente che in realtà ama le cose carine e femminili (come i gatti). Per tanto cerca di nascondere il suo lato che trova essere da pappemolli, ma senza riuscirci. Il suo incontro con Keima è quando lo ha salvato dai delinquenti della scuola, per la conquista Keima chiede Kusunoki di diventare un suo allievo, lei accetta anche se ufficialmente è conosciuto solo come il gestore del club di arti marziali delle donne... Un giorno, mentre stava cambiando i vestiti nello spogliatoio della palestra, vede un gatto e non riuscendo a scacciarlo, lo prendo in braccio, Keima scoprendo questo lato di lei viene scaraventato fuori dalla stanza, Kusunoki poi corre al balcone con l'intenzione di sbarazzarsi del gatto letteralmente gettando in aria. Tuttavia, la manifestazione spirituale del suo sé femminile è apparso all'ultimo momento e ha salvato il gatto, con grande sorpresa di Keima e Elsie che stavano spiando Kusunoki nel manto magico di Elsie. Keima dice a Kusunoki che crede che la sua femminilità spirituale si manifesta quando lei è esposta a cose carine e che dovrebbe sconfiggerla. Elsie suggerisce che si dovrebbe andare ad un appuntamento, affinché la manifestazione spirituale appaia temporaneamente. Il giorno dopo, a Maijima Wai Wai Road, Kusunoki con un bel vestito fatto da Elsie, passa la giornata insieme a Keima andando per i negozi, sala giochi, cinema e parco giochi. Alla fine il suo lato femminile esce fuori e viene sfidato ad una lotta. Durante la stessa, Kusunoki scopre che non era così debole e ha problemi a sconfiggerla, Keima consiglia di imparare ad accettare la parte di lei che ama le cose carine, invece di cercare di cancellare quel lato del carattere. Kusunoki alla fine comprende e accetta. La manifestazione femminile poi ritorna nel corpo di Kusunoki e cerca di forzare un bacio con Keima controllando il corpo di Kusunoki. La stessa e Keima lottavano per evitare il bacio, mentre la manifestazione all'interno Kusunoki chiede se lei odia Keima. Rendendosi conto che lei è innamorata di Keima, alla fine permette il bacio, espellendo anche il kaketama. Il giorno dopo lei si allena in palestra e dopo l'allenamento tiene tra le sue braccia un simpatico gatto.
Chihiro Kosaka (小阪 ちひろ?, Kosaka Chihiro)
Doppiata da: Kana Asumi (ed. giapponese), Monica Ward (ed. italiana)
È una ragazza di 17 anni alta 158 cm, pesa 50 kg e ha i capelli castani a caschetto. Amica di Elsie, con lei ha sempre una parola di conforto, mentre con Keima fa di tutto per demoralizzarlo e offenderlo. In lei si nasconde un kaketama, nato dal pessimismo nei suoi confronti per essere una ragazza troppo banale e che mai nessun uomo potrebbe volere. Non fa alcuno sport, negli studi è nella media, si innamora solo per l'aspetto dei bei ragazzi, ma appena qualcuno la rifiuta, passa avanti dopo un solo giorno di tristezza. Keima, inizialmente non vorrebbe aiutarla, ma grazie a Elsie, che instilla nel suo animo la preoccupazione per Chihiro, alla fine accetta di aiutarla. Nonostante gli insulti, gli unici che riescono a smuovere realmente Keima, generalmente freddo e razionale, di cui per molti giorni ha sofferto (e si è risollevato solo grazie all'aiuto di Ayumi) pensa alla strategia per scacciare il kaketama, ovvero aiutarla a dichiararsi all'attuale bel ragazzo del quale lei si è innamorata. Grazie alla sua preoccupazione evidente nei suoi confronti, e al fatto che lui cerchi in ogni modo di aiutarla nonostante la stessa non perda un momento per offenderlo, alla fine si innamora di Keima, tanto da scordare il ragazzo di cui si è infatuata poco prima. Dopo un litigio con Keima sul fatto che lei sia poco seria riguardo ad ogni cosa, la stessa scappa. Alla fine Keima la ritrova grazie all'aiuto di Elsie e nonostante la stessa non voglia parlargli, si ritrova di nuovo colpita dalla preoccupazione sincera del ragazzo, andando a spiegare che lei si sente così insipida da desiderare soltanto bei ragazzi con i quali potrebbe splendere anch'essa. Keima riuscirà a ridarle fiducia, dimostrando che anche Chihiro è grandiosa proprio grazie ai suoi insulti, che sono secondo lui, di prima classe. Dopo un bacio, e la promessa da parte di lui di aiutarla nei momenti in cui si sentirà insicura, il kaketama uscirà da lei. Dopo qualche tempo, Chihiro andrà a istituire un club di musica leggera, invitando Elsie ad entrarne a farne parte.
Jun Nagase (長瀬 純?, Nagase Jun)
Doppiata da: Aki Toyosaki (ed. giapponese), Laura Lenghi (ed. italiana)
È una ragazza alta 162 cm, pesa 49 kg e ha i capelli lunghi. Jun è un'insegnante tirocinante dalla personalità molto sorridente, morbida e attenta, i suoi interessi sono qualsiasi tipo di sport specialmente il basket e il wrestling il suo eroe preferito è "Jumbo Tsuruma". All'inizio lei è profondamente ammirata dai ragazzi in aula di Keima, e nota subito che Keima gioca con i videogiochi piuttosto che sentire la lezione, durante l'intervallo Jun chiede informazione su Keima e gli insegnanti rispondono che è un ragazzo problematico che gioca sempre durante le lezioni e "presuntuoso" dal punto di vista del prof. Kodama, quindi lei decide di aiutarlo. Lei fa di tutto perché Keima giochi con gli altri studenti invece di isolarsi nei videogiochi ma senza riuscirci, a causa di ciò, si aprono delle ferite nel suo cuore e viene posseduta da un kaketama. Dopo un paio di giorni comincia a perdere ogni speranza in Keima, con il resto della classe a cui è stata assegnata cercando di aiutare gli altri in qualsiasi cosa risulta molto invadente dal punto di vista degli alunni. Osservando la situazione Jun perde la sua volontà di insegnante e fugge in palestra, Keima la trova e lei gridando gli domanda "come può continuare ad imporre i suoi ideali?" Keima gli risponde "è facile devi solo premere di più", Keima continua a lodarla e poi lascia la stanza, gli studenti della classe arrivano in palestra a scusarsi. L'ultimo giorno Jun saluta tutti tranne Keima che non è in classe e la cosa la rende triste, lasciando l'edificio lo incontra fuori all'ombra di un albero. Lo saluta con il solito sorriso ma prima di andare via del tutto gli lascia un romantico bacio e il Kaketama viene espulso, Jun perde i suoi ricordi del suo rapporto con Keima, tranne per il fatto che egli era uno studente problematico per lei durante la formazione da insegnanti.
Tsukiyo Kujyō (九条 月夜?, Kujyō Tukiyo)
Doppiata da: Yuka Iguchi
Minami Ikoma (井駒 みなみ?, Ikoma Minami)
Rieko Hinaga (日永 梨枝子?, Hinaga Rieko)
Sumire Uemoto (上本 スミレ?, Uemoto Sumire)
Nanaka Haibara (榛原 七香?, Haibara Nanaka)
Yui Goidō (五位堂 結?, Goidō Yui)
Doppiata da: Ayahi Takagaki (ed. giapponese), Ilaria Latini (ed. italiana)
Hinoki Kasuga (春日 檜?, Kasuga Hinoki)

### Esseri sovrannaturali

#### Divinità
Diana
Prima dea a fare la sua comparsa e terza delle sorelle Jupiter. Risiede in Tenri.
Apollo
Seconda dea a fare la sua comparsa e seconda delle sorelle Jupiter. Risiede in Kanon.
Vulcanus
Terza dea a fare la sua comparsa e la maggiore delle sorelle Jupiter. Risiede in Tsukiyo.
Mars
Quarta dea a fare la sua comparsa e quinta delle sorelle Jupiter. Risiede in Yui.
Minerva
Quinta dea a fare la sua comparsa e quarta delle sorelle Jupiter. Risiede in Shiori.
Mercurius
Ultima dea a fare la sua comparsa e la più piccola delle sorelle Jupiter. Risiede in Ayumi.

## Media

### Manga
The World God Only Knows è scritto e disegnato da Tamiki Wakaki. È stato serializzato per la prima volta in Giappone sulla rivista di manga giapponese Weekly Shōnen Sunday, edita da Shogakukan, dal 9 aprile 2008., ottenendo un elevato successo. Wakaki creò una versione prototipo della storia che debuttò come one-shot sul numero 32 del 2007 di Weekly Shōnen Sunday e dal titolo "Koishite!? Kami-sama!!" (恋して!? 神様!!?). La pubblicazione è terminata il 23 aprile 2014 sul ventunesimo numero della rivista dello stesso anno e i capitoli sono stati raccolti in 26 volumi in formato tankōbon: il primo fu pubblicato l'11 luglio 2008, mentre l'ultimo è stato pubblicato in edizione limitata e regolare il 18 giugno 2014.
Una serie manga spin-off intitolata Magical Star Kanon 100%, scritta e illustrata da Wakaki, è in corso di serializzazione sulla rivista Weekly Shōnen Sunday dal 27 marzo 2013. Una seconda serie manga spin-off intitolata Kami nomi zo shiru sekai on the train inizierà la sua serializzazione sulla rivista online Club Sunday di Shogakukan dal 19 settembre 2014.
La serie è licenziata nella Corea del Sud da Haksan Culture Company, e i primi due volumi della serie sono stati pubblicati contemporaneamente nell'agosto 2009 con un supplemento in edizione limitata per ciascuno.
In Italia la serie è licenziata da Star Comics; il primo volume è stato pubblicato l'8 marzo 2012 nella nuova collana creata per l'uscita di questo titolo, Wonder, in occasione della Giornata internazionale della donna con un prezzo ridotto rispetto all'originale (1,90 € invece di 4,20 €) per un mese. Inizialmente la serie è stata pubblicata a cadenza mensile, ma con l'inserimento nella collana del manga G.E. - Good Ending nel mese di marzo 2013 con il volume 13 Kaminomi è passato alla cadenza bimestrale.

### Light novel
Una light novel intitolata Kami nomi zo shiru sekai - Kami to akuma to tenshi (神のみぞ知るセカイ―神と悪魔と天使? lett. "Il mondo che solo Dio conosce - Dio, il diavolo e l'angelo") scritta da Mamizu Arisawa ed illustrata da Tamiki Wakaki è stata pubblicata il 19 maggio 2009 da Shogakukan sotto l'etichetta GAGAGA Bunko. Il romanzo presenta una storia completamente diversa da quella della serie, con personaggi diversi.
Una seconda light novel degli stessi autori intitolata Kami nomi zo shiru sekai ni - Inori to noroi to kiseki (神のみぞ知るセカイ 2 祈りと呪いとキセキ? lett. "Il mondo che solo Dio conosce 2 - La preghiera, l'imprecazione, il miracolo") è stata pubblicata il 18 maggio 2010 sotto la stessa etichetta.

### Anime
L'adattamento animato fu ufficialmente annunciato sul numero 19 del 2010 di Weekly Shōnen Sunday. È stato annunciato che lo sceneggiatore Hideyuki Kurata, il character designer Watanabe Akio, e il regista Shigehito Takayanagi avrebbero lavorato al progetto. Lo studio che si occupa dell'animazione è Manglobe. Un episodio OAV che fa da prologo alla serie è stato pubblicato insieme al decimo volume del manga il 17 settembre 2010. Il 18 settembre 2010 Crunchyroll annunciò che l'anime sarebbe stato diffuso in streaming online sul loro sito. L'anime fu trasmesso su TV Tokyo dal 6 ottobre al 22 dicembre 2010.
Una seconda stagione fu annunciata al debutto della prima e fu trasmessa sempre su TV Tokyo dall'11 aprile al 28 giugno 2011. Un secondo OAV fu pubblicato insieme al quattordicesimo volume del manga il 16 settembre 2011. Nel luglio 2012 è stata annunciata attraverso la copertina del diciassettesimo volume del manga la produzione di due nuovi episodi OVA incentrati sul personaggio di Tenri Ayukawa: il primo è stato pubblicato il 16 ottobre 2012 con il diciannovesimo volume del manga, mentre il secondo è stato pubblicato con il ventesimo volume il 18 dicembre 2012.
La produzione di una terza stagione e di un nuovo OAV extra incentrato sul personaggio di Kanon Nakagawa sono stati annunciati sull'ultimo numero doppio di Weekly Shonen Sunday del 2012. L'OAV, intitolato Kami nomi zo shiru sekai: Magical Star Kanon 100%, è stato pubblicato in allegato al ventiduesimo volume del manga il 18 giugno 2013. La terza stagione, intitolata Kami nomi zo shiru sekai -Megami hen-,  è stata trasmessa sempre su TV Tokyo dall'8 luglio al 23 settembre 2013.

#### Sigle

##### Prima stagione
Sigla iniziale
- God Only Knows (lett. "Solo Dio conosce") interpretata da Oratorio The World God Only Knows (pseudonimo usato per l'occasione da Elisa)

Sigle finali
- Koi no shirushi (コイノシルシ? lett. "Il simbolo dell'amore") interpretata da Ayana Taketatsu (ep. 1-2)
- Koi no shirushi (コイノシルシ? lett. "Il simbolo dell'amore") interpretata da Aoi Yūki (ep. 3, 5-6)
- Tatta ichi do no kisei (たった一度の奇跡? lett. "Solo un miracolo una volta") interpretata da Tomo Sakurai (ep. 4)
- Happy Crescent (ハッピークレセント?, Happī Kuresento, lett. "Falce di Luna felice") interpretata da Nao Tōyama (ep. 7)
- Koi no shirushi from Elsie  (コイノシルシ from Elsie? lett. "Il simbolo dell'amore da Elsie") interpretata da Kanae Itō (ep. 8)
- Koi no shirushi (コイノシルシ? lett. "Il simbolo dell'amore") interpretata da Nao Tōyama (ep. 9-10)
- Koi no shirushi (コイノシルシ? lett. "Il simbolo dell'amore") interpretata da Kana Hanazawa (ep. 11)
- Shūseki kairo no yume tabibito (集積回路の夢旅人? lett. "Il viaggiatore sognante del circuito integrato") interpretata da Hiro Shimono e da Oratorio The World God Only Knows (ep. 12)

##### Seconda stagione
Sigla iniziale
- A Whole New World God Only Knows (lett. "Un intero nuovo mondo che solo Dio conosce") interpretata da Oratorio The World God Only Knows (pseudonimo usato per l'occasione da Elisa e Lia)

Sigle finali
- Ai no yokan (アイノヨカン? lett. "La premonizione dell'amore") interpretata Kanae Itō, Saori Hayami, Ami Koshimizu, Kana Asumi e Aki Toyosaki (ep. 1-3, 5-7, 9-11)
- Ai no yokan from Kaketama-Tai (アイノヨカン from 駆け魂隊? lett. "La premonizione dell'amore dall'Unità Kaketama") interpretata da Kanae Itō e Saori Hayami (ep. 4, 8)
- God Only Knows interpretata da Oratorio The World God Only Knows (ep. 12)

##### OAV
Per il secondo OAV sono state usate queste sigle:
- sigla di apertura: Natsu iro surprise (夏色サプライズ?, Natsu iro saparaizu, lett. "Sorpresa color estate") interpretata da Nao Tōyama
- sigla di chiusura: Hajimete koi o shita kioku (始めて恋をした記憶?  lett. "Ricordi del primo amore") interpretata da Kana Asumi

##### Terza stagione
Sigla iniziale
- God Only Knows - Secrets of the Goddess (lett. Solo dio conosce - I segreti della divinità) interpretata da Oratorio The World God Only Knows (pseudonimo usato da Saori Hayami per l'occasione)